# Атела
Атѐла (на италиански: Atella, на местен диалект Ratèddë, Ратедъ) е малко градче и община в Южна Италия, провинция Потенца, регион Базиликата. Разположено е на 512 m надморска височина. Населението на общината е 3883 души (към 2010 г.).